# Ben Askren
Ben Askren (* 18. Juli 1984 in Cedar Rapids, Iowa) ist ein ehemaliger amerikanischer Mixed-Martial-Arts-Kämpfer, der zuletzt im Weltergewicht  der UFC antrat. Bei Bellator war er in dieser Gewichtsklasse Weltmeister.
Askren trat früher für die University of Missouri als Ringer an und konnte zwei Mal die Staatsmeisterschaften gewinnen.
In der NCAA verlor er 2004 und 2005 den Meisterschaftskampf in der Gewichtsklasse bis 174 amerikanische Pfund gegen Chris Pendleton, konnte diese jedoch 2006 und 2007 gewinnen. Bei den Olympischen Sommerspielen 2008 trat er für das US-amerikanische Team in der Gewichtsklasse bis zu 74 kg an. Den ersten Kampf konnte er gegen István Veréb gewinnen, verlor später allerdings gegen den Kubaner Iván Fundora.
Anschließend versuchte er sich mit durchwachsenen Erfolgen im Grappling und trat bei der ADCC Submission Wrestling World Championship an.
Am 7. Februar 2009 startete Askren seine MMA-Karriere. Er gewann alle seine Kämpfe bei Bellator und wurde am 21. Oktober 2010 Weltmeister im Weltergewicht dieser Organisation. Anschließend wechselte er zu One Championship und konnte auch dort den Titel im Weltergewicht gewinnen. Im Austausch mit Demetrious Johnson wechselte er von One Championship zur UFC und gewann sein Debüt gegen Robby Lawler, bevor er gegen Jorge Masvidal seine erste und einzige K.-o.-Niederlage 5 Sekunden nach Kampfbeginn hinnehmen musste. Nach einer weiteren Niederlage durch Submission gegen Demian Maia beendete er seine Kampfsport-Karriere im November 2019.
Den Spitznamen „Funky“ erhielt Askren durch seinen unorthodoxen Stil beim Ringen. Es gab für seinen Stil keinen Namen, so dass die Leute anfingen, seinen Stil „The Funk“ zu nennen.

## Kampfstatistik
| Ergebnis   | Profi-Rekord | Gegner             | Methode                               | Veranstaltung                             | Datum             |
| Niederlage | 19-2-1       | Demian Maia        | Technische Aufgabe (Rear-Naked Choke) | UFC Fight Night 162                       | 26. Oktober 2019  |
| Niederlage | 19-1-1       | Jorge Masvidal     | KO (Flying Knee)                      | UFC 239                                   | 6. Juli 2019      |
| Sieg       | 19-0-1       | Robbie Lawler      | Aufgabe (Bulldog Choke)               | UFC 235                                   | 2. März 2019      |
| Sieg       | 18-0-1       | Shinya Aoki        | TKO (Schläge)                         | One Championship - Immortal Pursuit       | 24. November 2017 |
| Sieg       | 17-0-1       | Zebaztian Kadestam | TKO (Schläge)                         | One Championship - Shanghai               | 2. September 2017 |
| Sieg       | 16-0-1       | Agilan Thani       | Aufgabe (Arm-Triangle Choke)          | One Championship - Dynasty of Heroes      | 26. Mai 2017      |
| Sieg       | 15-0-1       | Nikolay Aleksakhin | Punktentscheidung (einstimmig)        | One Championship 41 - Global Rivals       | 15. April 2016    |
| No Contest | 14-0-1       | Luis Santos        | Accidental Eye Poke                   | One Championship 26 - Valor of Champions  | 24. April 2015    |
| Sieg       | 14-0         | Nobutatsu Suzuki   | TKO (Schläge)                         | One FC 19 - Reign of Champions            | 29. August 2014   |
| Sieg       | 13-0         | Bakhtiyar Abbasov  | Aufgabe (Arm-Triangle Choke)          | One FC 16 - Honor and Glory               | 30. Mai 2014      |
| Sieg       | 12-0         | Andrey Koreshkov   | TKO (Schläge)                         | Bellator 97                               | 31. Juli 2013     |
| Sieg       | 11-0         | Karl Amoussou      | TKO (Doctor Stoppage)                 | Bellator 86                               | 24. Januar 2013   |
| Sieg       | 10-0         | Douglas Lima       | Punktentscheidung (einstimmig)        | Bellator 64                               | 6. April 2012     |
| Sieg       | 9-0          | Jay Hieron         | Punktentscheidung (geteilt)           | Bellator 56                               | 29. Oktober 2011  |
| Sieg       | 8-0          | Nick Thompson      | Punktentscheidung (einstimmig)        | Bellator 40                               | 9. April 2011     |
| Sieg       | 7-0          | Lyman Good         | Punktentscheidung (einstimmig)        | Bellator 33                               | 21. Oktober 2010  |
| Sieg       | 6-0          | Dan Hornbuckle     | Punktentscheidung (einstimmig)        | Bellator 22                               | 17. Juni 2010     |
| Sieg       | 5-0          | Ryan Thomas        | Punktentscheidung (einstimmig)        | Bellator 19                               | 20. Mai 2010      |
| Sieg       | 4-0          | Ryan Thomas        | Aufgabe (Guillotine Choke)            | Bellator 14                               | 15. April 2010    |
| Sieg       | 3-0          | Matt Delnoit       | Aufgabe (North-South Choke)           | Max Fights DM: Ballroom Brawl             | 28. August 2009   |
| Sieg       | 2-0          | Mitchell Harris    | Aufgabe (Arm-Triangle Choke)          | Headhunter Productions 2: The Patriot Act | 25. April 2009    |
| Sieg       | 1-0          | Josh Flowers       | TKO (Schläge)                         | Headhunter Productions 1: The Patriot Act | 7. Februar 2009   |